# ماریانا مور
ماریانا مور (مجاری: Marianna Moór؛ زادهٔ ۵ فوریهٔ ۱۹۴۳) بازیگر اهل مجارستان است.
از فیلم‌ها یا برنامه‌های تلویزیونی که وی در آن نقش داشته‌است، می‌توان به کرکس اشاره کرد.